# Parioxys
Parioxys — рід темноспондилів, що існували на території Техасу за раннього пермського періоду. Типовим видом є P. ferricolus, описаний Копом у 1878 році на основі двох черепів і фрагментарних посткраніальних решток.
Хоча історично його часто асоціювали із Eryops, частково через хибне віднесення черепа молодої особини Eryops megacephalus та пристосування до наземного способу життя, пізніші дослідження показали, що Parioxys належить до родини Dissorophidae.